# Inn i evighetens mørke
Inn i evighetens mørke är Dimmu Borgirs absoluta första alster. EP:n gavs ut sent 1994. Den släpptes som 7" vinyl på bolaget Necromantic Gallery Production och har senare getts ut på samlingsalbumet True Kings of Norway som släpptes tillsammans med banden Immortal, Ancient, Emperor och Arcturus. Det finns en bootlegvariant på EP:n. Omslaget på denna är en svartvit bild på bandet taget 1994. Originalet har en bild av en solnedgång.

## Låtlista
Sida A
1. "Inn i evighetens mørke (Part. I)" – 5:25
2. "Inn i evighetens mørke (Part. II)" – 2:09

Sida B
1. "Raabjørn speiler Draugheimens skodde" – 5:01

Text och musik: Dimmu Borgir

## Medverkande
Musiker (Dimmu Borgir-medlemmar)
- Shagrath (Stian Tomt Thoresen) – trummor
- Erkekjetter Silenoz (Sven Atle Kopperud aka Silenoz) – rytmgitarr, sång
- Tjodalv (Ian Kenneth Åkesson) – sologitarr
- Brynjard Tristan (Ivar Tristan Lundsten) – basgitarr
- Stian Aarstad – synthesizer, piano, elektronik

Produktion
- Dimmu Borgir – producent
- Christophe Szpajdel – logo